# اتصال سببي
يُعتبر أي كيانين في حالة اتصال سببي (causal contact) إذا تأثرا بنفس الحادثة بطريقةٍ سببية.  فعلى سبيل المثال، كل جسم له كتلة في مكانٍ ما يبذل مجال قوة على كل الأجسام التي لها كتلة طبقًا لقانون الجذب العام نيوتن (Newton) . ولأن القوة التي يبذلها أحد الأجسام تؤثر على حركة الجسم الآخر، يمكننا أن نقول أن هذين الجسمين في حالة اتصال سببي.
إن الأجسام الوحيدة التي ليست في حالة اتصال سببي هي تلك التي لا يوجد أي حادثة في تاريخ الكون تم فيها إرسال شعاع من الضوء إلى كليهما.  فمثلاً، إذا لم يكن الكون في حالة توسع دائم، وظل الكون موجودًا لمدة 10 مليارات سنة، فإن أي شيء كان بعيدًا عن الأرض لأكثر من 10 مليارات سنة ضوئية يعتبر في حالة اتصال سببي معها.  وأي شيء يكون بعيدًا عن الأرض لأقل من 10 مليارات سنة ضوئية قد يكون أثّر في الأرض والجسم المشار إليه، لأن أي حادثة في الـعشرة مليارات سنة الماضية ستكون بعيدة 10 مليارات سنة ضوئية عن كلٍ منهما.

خط العالم (worldline) خلال مخروط ضوئي في فضاء ثنائي الأبعاد وفضاء زمني

ويُعتبر المخروط الضوئي: أحد التطبيقات التي تشرح تلك القاعدة
ويتم إنشاء المخروط الضوئي كما في التالي: لنفترض وجود حادثة {\displaystyle p}، وهي ومضة ضوئية (نبضة ضوئية) في الوقت {\displaystyle t_{0}} وكل الأحداث التي يمكن أن تصل إلي تلك الومضة الضوئية {\displaystyle p} تكون المخروط الضوئي المستقبلي (future light cone) الخاص بالحادثة {\displaystyle p} في الوقت الذي تستطيع فيه تلك الأحداث إرسال ومضة ضوئية إلى {\displaystyle p} لتكون المخروط الضوئي الماضي (past light cone) الخاص بالحادثة {\displaystyle p}.
لنفترض وجود الحادثة {\displaystyle E}, يصنف المخروط الضوئي كل الأحداث في الزمكان (الزمان - المكان) إلى خمسة أصناف مختلفة:
- أحداث على المخروط الضوئي المستقبلي الخاص بالحادثة {\displaystyle E}.
- أحداث على المخروط الضوئي الماضي الخاص بالحادثة {\displaystyle E}.
- أحداث داخل المخروط الضوئي المستقبلي الخاص بالحادثة {\displaystyle E} وهي تلك التي تتأثر بشعاع الضوء الذي ترسله {\displaystyle E}.
- أحداث داخل المخروط الضوئي الماضي الخاص بالحادثة {\displaystyle E} وهي تلك التي تستطيع إرسال شعاع ضوء وتؤثر على ما يحدث في {\displaystyle E}.
- كل الأحداث الأخرى في الأماكن الأخرى (المطلقة) ((absolute) elsewhere) الخاصة بالحادثة  {\displaystyle E} وهؤلاء هم الذين لن يؤثروا أو يتأثروا أبدًا بالحادثة {\displaystyle E}.

للمزيد من المعلومات المفصلة، انظر البنية السببية لفضاء مينكوفسكي (causal structure of Minkowski spacetime).